# Leeshtelosh
Leeshtelosh (leesh-te-losh), jedno od neidentificiranih plemena ili bandi, vjerojatno porodice Kalapooian, koje je svojevremeno obitavalo na vodama gornjeg toka rijeke Willamette u Oregonu. Spominje ih avanturist John Dunn Hunter u  'Memoirs of a Captivity Among the Indians of North America' , 1823.

## Vanjske poveznice
- Kalapooian Indian Tribe History